# Dogon

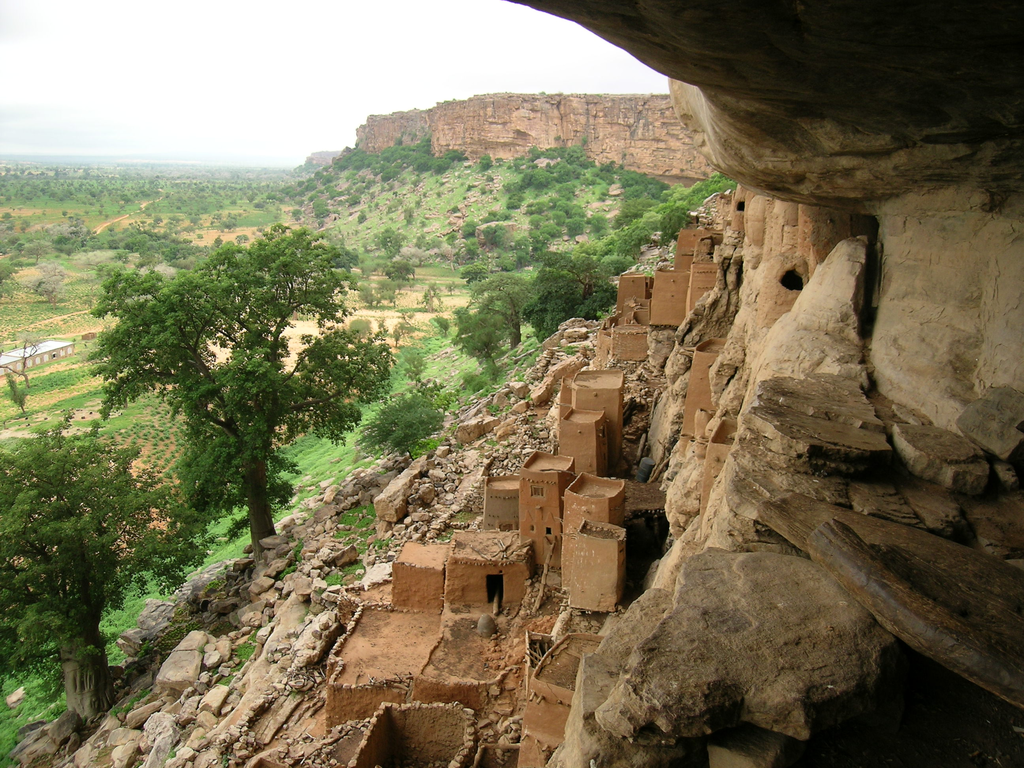
Dörfer wie Banani oder Ireli sind direkt an die Felswand der Falaise de Bandiagara gebaut worden

Die Dogon sind eine westafrikanische Volksgruppe, die im Osten von Mali lebt und ursprünglich aus dem Nordwesten von Burkina Faso stammt. Das Volk der Dogon umfasst derzeit etwa 350.000 Menschen. Die Dogon leben heute am Westende der Hombori-Berge an den Felsen von Bandiagara, die 1989 zum Weltkulturerbe erklärt wurden. Die Dogon sind auch unter den Namen Dogo, Dogom, Habbe bzw. Habe, Kado bzw. Kaddo, Kibisi oder Tombo bekannt.

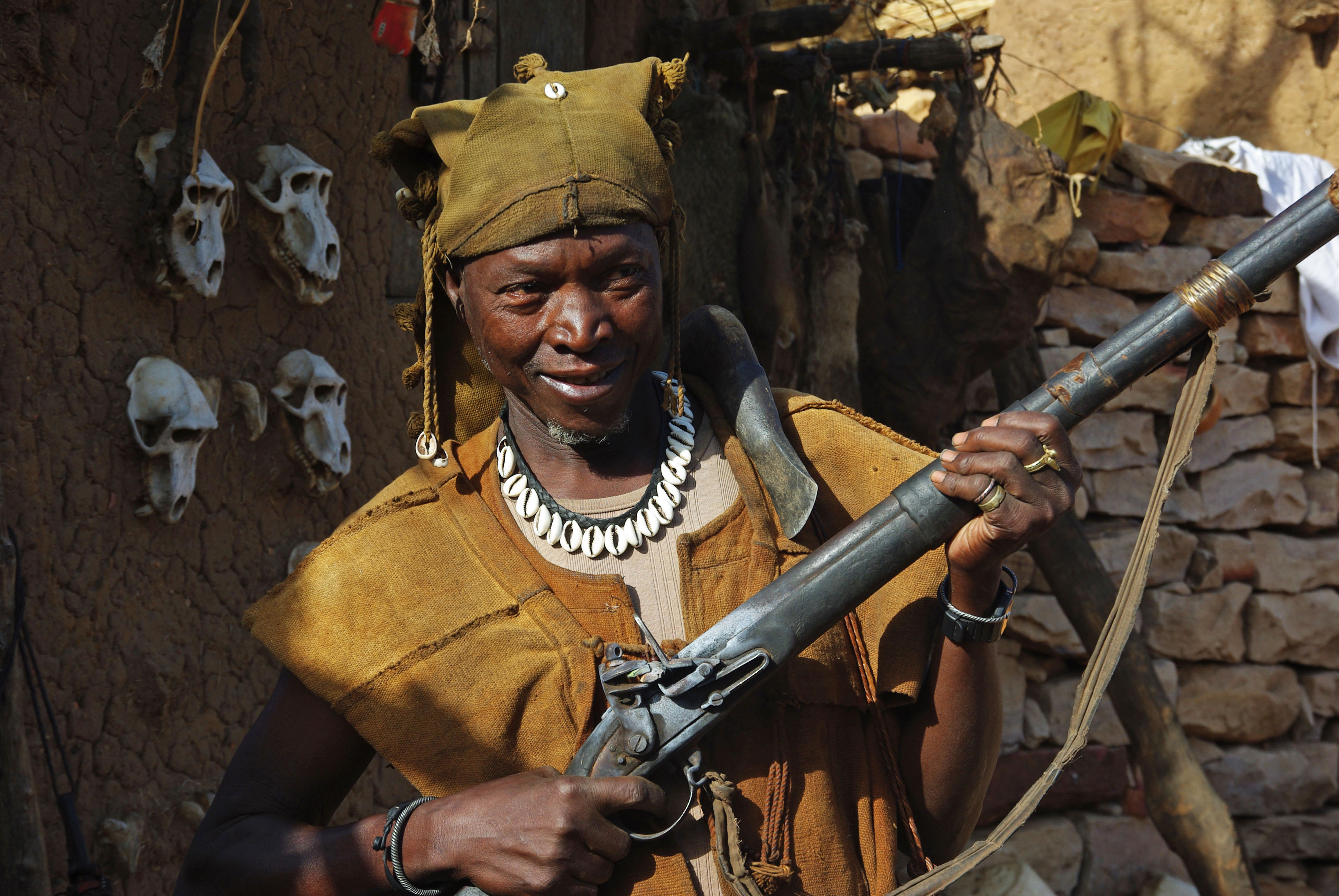
Jäger mit Steinschlossgewehr in der Dogon-Region

## Geschichte
Die Dogon wanderten offenbar erst vor einigen hundert Jahren in das Gebiet der Hombori-Berge ein, als sie auf der Flucht vor den Reiterheeren der Mossi waren. Ihrerseits vertrieben sie die einheimische Bevölkerung der Tellem, die möglicherweise mit den Kurumba in Burkina Faso identisch sind, von den Steilhängen von Bandiagara (Laude, 1973). Nach Roy (1983) lebten die Dogon noch bis 1480 im Nordwesten von Burkina Faso. Seit 2012 befindet sich das Land in einem Bürgerkrieg, der tief in das soziale Leben eingegriffen hat.

## Ethnologische Forschungen
Schon 1904 hatte der französische Kolonialoffizier Louis Desplanges in einer sechsmonatigen Forschungsreise die Kultur der Dogon beschrieben. 1907–1909 besuchte der deutsche Ethnologe Leo Frobenius das Gebiet. Die Kunstwerke, auf die sie dabei stießen, wurden auf der großen Kolonialausstellung 1931 in Paris ausgestellt und machten viele weitere Künstler und Wissenschaftler auf die Dogon aufmerksam, darunter vor allem die Surrealisten.
Das 1925 von Lucien Lévy-Bruhl, Marcel Mauss und Paul Rivet in Paris gegründete Institut d’Ethnologie initiierte 1931 eine erste mehrjährige Forschungsreise quer durch Afrika, die von Marcel Griaule geleitet wurde. 
Die Untersuchung der Gesellschaftsstruktur und der Erwerb afrikanischer Kunstwerke – auch solcher der Dogon – war eines der wichtigen Ziele. Michel Leiris, der auch an der Reise teilgenommen hatte, wurde durch sein Reisebuch berühmt.
Marcel Griaule veröffentlichte 1948 nach weiteren Reisen die wörtlich festgehaltenen Schöpfungsmythen der Dogon, die er durch Interviews ermittelt hatte.
Der französische Dokumentarfilmer Jean Rouch, der durch diese Berichte auf die Dogon aufmerksam geworden war, reiste in den Jahren nach 1947 zu den Dogon und hielt ihre religiösen und kulturellen Rituale im Film fest. Die später viel diskutierten Filme beeinflussten auch die französische Nouvelle Vague.

## Gesellschaft
Die Dogon sind eine patriarchale, patrilokale und patrilineare  Gesellschaft, deren Gemeinden ein Dorfältester vorsteht. Verheiratete leben am Wohnsitz des Vaters des Ehegatten und eine Person ist verwandt mit den Angehörigen des Vaters. Wie bei einigen afrikanischen Völkern ist auch bei den Dogon die Weibliche Genitalverstümmelung verbreitet. Die soziologische und psychologische Struktur der dortigen Gesellschaft wurde 1960 von Paul Parin, Fritz Morgenthaler und Goldy Parin-Matthéy in einem mehrere Monate dauernden ethnopsychologischen Forschungsprojekt untersucht. In ihrem später veröffentlichten ausführlichen Forschungsbericht wird die Gesellschaft als „liberale Gerontokratie“ bezeichnet: Die hierarchische Struktur durch ältere erfahrene Männer, die aber nicht autokratisch, sondern stets in Abstimmung mit anderen zu entscheiden pflegten, werde von den Dogon selbst als befriedigend empfunden. Aufgrund der politischen Entwicklung nach 1960, vor allem aber durch den Bürgerkrieg seit 2012 haben sich die sozialen Strukturen so stark verändert, dass der Bericht nur noch historischen Wert haben kann.

## Kultur

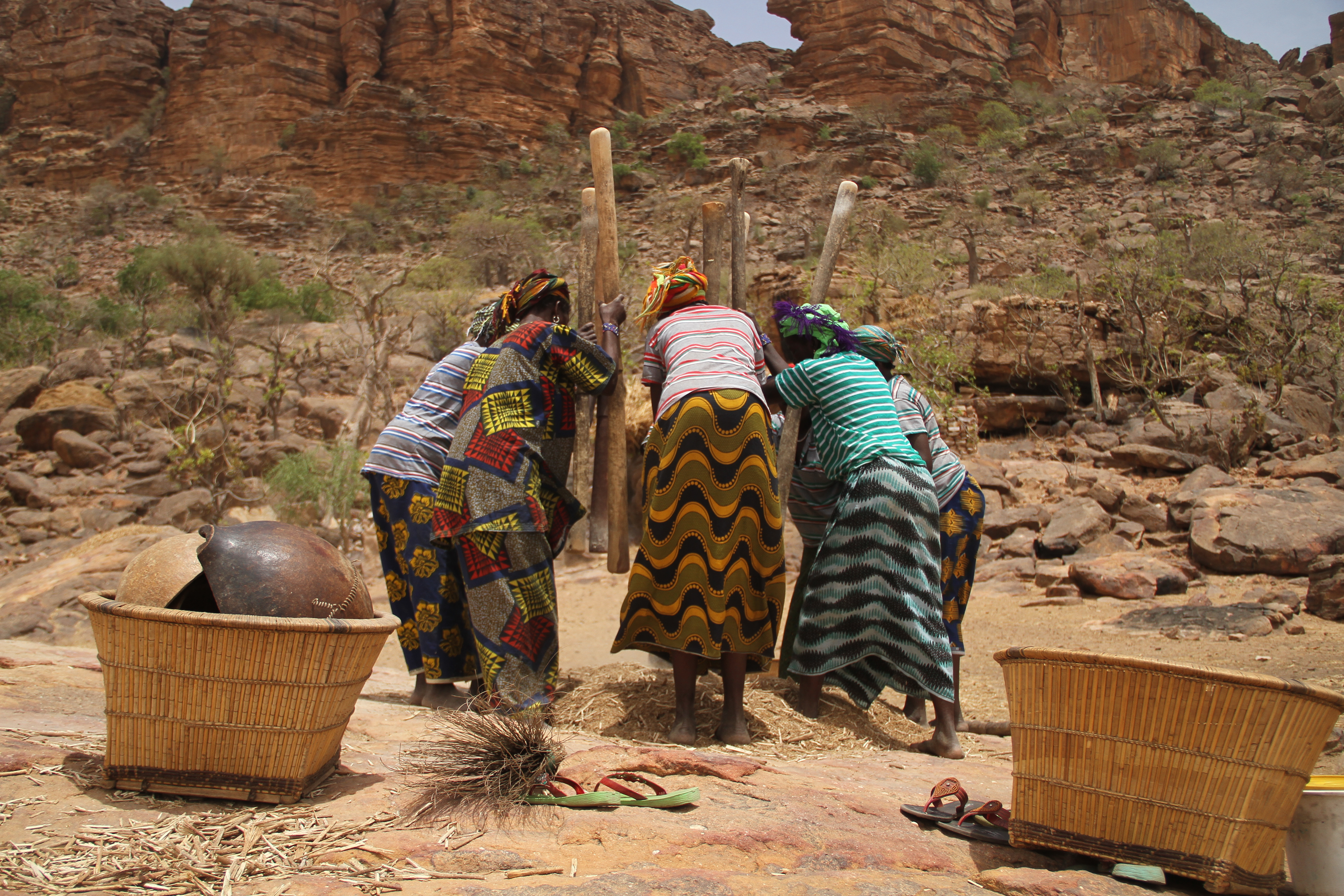
Frauen beim Stampfen von Getreide

Die wichtigste Nahrungsquelle der Dogon ist der Hirseanbau, dessen Ernte die Nahrung für das ganze kommende Jahr sichert. An Haustieren werden vor allem Ziegen und Schafe gehalten.

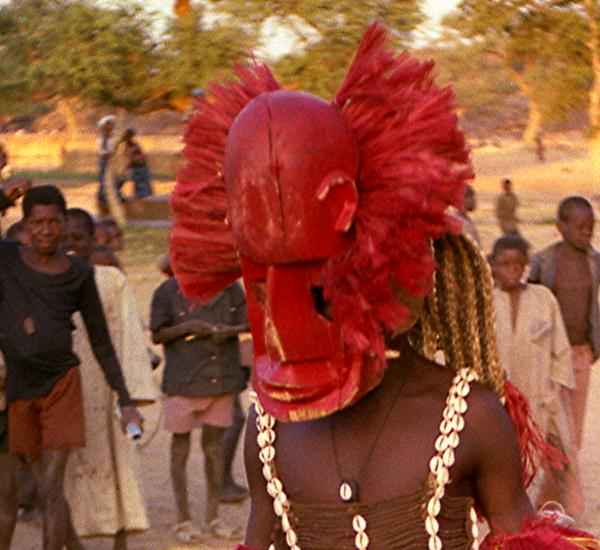
Dogon-Tanzmaske, die an einem versteckten Ort aufbewahrt und nur zu besonderen Anlässen getragen wird, z. B. einem Todesfall.

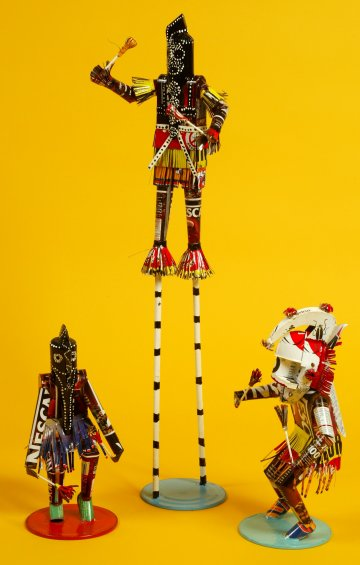
Drei Dogon-Tänzer-Puppen aus dem Children’s Museum of Indianapolis; in der Mitte eine Maske auf Stelzen (sog. Turteltaube)

Die Dogon haben eine hochentwickelte handwerkliche Tradition. Vor allem die Masken der Dogon sind als Beispiel traditioneller afrikanischer Kunst in westlichen Kunstkreisen im 20. Jahrhundert bekannt und berühmt geworden. Die Dogon kennen etwa 100 verschiedene Maskentypen. Diese werden symbolisch aus der etwa 10 Meter langen, schlangenförmigen Muttermaske (große Maske) wara oder dannu hergeleitet, die bei besonderen Trauerfeiern für 6 Tage ausgestellt und beim großen sigi-Fest besonders geehrt wird, das nur alle 60 Jahre zu Ehren der Vorfahren stattfindet. Das sigi-Ritual ist die wichtigste Zeremonie der Dogon und soll die Menschen von der Unordnung befreien, die durch Verbotsübertretungen von Ahnen entstanden ist. Das Spektakel wird als Fest der Erneuerung verstanden und ist ausschließlich Männern vorbehalten. Zum Einsatz kommt die bis zu 5 Meter lange sirige-Maske. Sie wird auch Etagen- oder Stockwerkhaus-Maske genannt und besteht aus 80 Etagen, die die Etagen des Hauses des Klangründers symbolisieren, die ihrerseits für die 80 Urahnen der Menschheit stehen. Trotz der enormen Größe wird mit der sirige-Maske auch getanzt; meterhohe Sprünge werden mit ihr ausgeführt. Weitere häufige Maskentypen sind die Kanaga-Maske, die an ein Lothringer Kreuz erinnert (Interpretationen der Maske gehen weit auseinander) und die samana-Maske, die ursprünglich vom kriegerischen Stamm der Samo stammt, der die Dogon einst besiegte und versklavte.

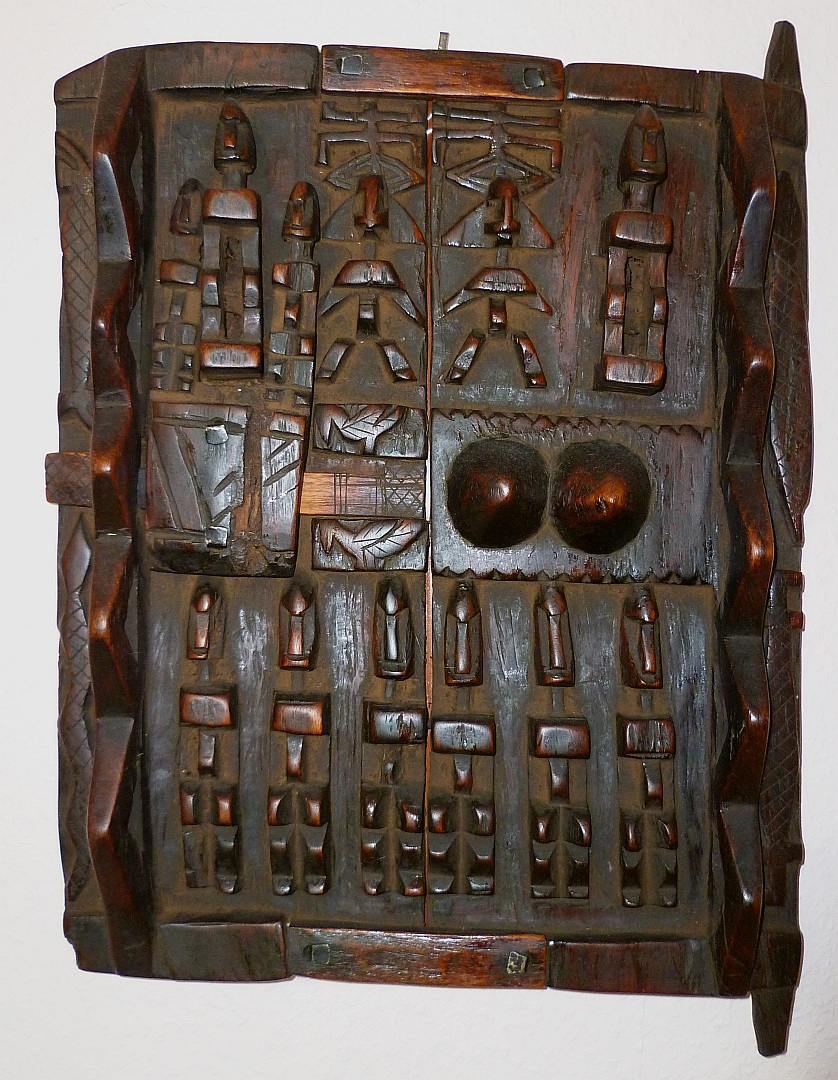
Mit Schnitzereien verzierte Getreidespeicher-Tür im charakteristischen Dogon-Stil. Erhalten sind die Zapfen sowie links der Verschlussriegel.

Wie andere westafrikanische Völker fertigen die Dogon auch ansonsten kunstvolle Schnitzarbeiten an, beispielsweise Türen (für Hirsespeicher), Gefäße, Ahnenfiguren und Ritualstäbe. Die Türen existieren in unterschiedlichen Größen von einem halben Meter bis über einen Meter. Charakteristisch sind die kunstvolle Unterschnitzung vieler Figuren und die reliefartigen Ränder der Türen. Weiterhin sind auf einer Seite Zapfen vorhanden, mit denen die Türen ursprünglich an den Getreidespeichern eingesetzt wurden. Das Motiv der Fruchtbarkeit (weibliche Brüste) taucht fast immer auf, genauso wie stilisierte Figuren. Bei Türen, die im guten Zustand sind, findet man auch noch den frei beweglichen Riegel zum Verschließen der Tür vor.
Bekannt sind auch die Ritualtröge aduna koro („Arche der Welt“), die im Hause des Klan-Ältesten aufbewahrt werden. Sie haben eine rechteckige Form, meist mit einem abstrahierten Pferdekopf und -schweif, sowie reliefartigen Schnitzereien an den Seiten.
Die Zuordnung von Figuren, die in Höhlen von Bandiagara gefunden wurden, zur Vorbevölkerung der Tellem oder schon zu den Dogon, ist noch immer ungeklärt. In jedem Falle gehören diese Skulpturen zu den ältesten in ganz Subsahara-Afrika. Auf Grund von Radiokarbondatierungen einer niederländischen Forschergruppe lassen sie sich in drei Kulturepochen einteilen: Der erste Zeitabschnitt reicht vom 11. bis zum 15. Jahrhundert, der zweite vom 15. bis zum 18. Jahrhundert, und der dritte vom 18. Jahrhundert bis heute. Die Dogon stellen ihre Figuren auf Altäre, die realen oder mythologischen Ahnen gewidmet sind.
Auch Webarbeiten aus Baumwolle und Wolle mit Webstühlen haben bei den Dogon eine seit dem 11. Jahrhundert währende Tradition, insbesondere zur Anfertigung der typischen T-förmig geschnittenen, unten leicht ausgestellten, weiten Hemden und von einfachen Mützen, die die Ohren bedecken.

## Sprache
Die Dogon-Sprache zählt in der allgemein anerkannten Klassifikation afrikanischer Sprachen des Linguisten Joseph Greenberg zur Sprachfamilie der Niger-Kongo-Sprachen. Sie besteht aus zumindest 15 stark differierenden Dialekten, die teilweise wechselseitig unverständlich sind.

## Religion
Die Mehrheit der Dogon praktiziert die eigene traditionelle Religion mit ausgeprägter Ahnenverehrung. Als Schöpfergott verehren sie eine Gottheit namens Amma. Eine Minderheit bekennt sich zum Islam oder zum Christentum.
- Siehe auch: Afrikanische Kosmogonie

## Spekulationen zum astronomischen Wissen der Dogon
In der westlichen Welt wurde die Aufmerksamkeit auf die Dogon gelenkt, als der französische Ethnologe Marcel Griaule und seine Schülerin Germaine Dieterlen während einiger Forschungsreisen ab den 1930er Jahren meinten, Hinweise darauf gefunden zu haben, dass die Dogon Wissen über den Stern Sirius B besitzen. Dieser sehr lichtschwache Begleiter von Sirius kann jedoch nur mit modernen Instrumenten beobachtet werden.
In dem 1977 erschienenen Buch „Das Sirius-Rätsel“ stellte der Autor Robert Temple, auf Grundlage der Arbeiten von Griaule und Dieterlen, die pseudowissenschaftliche Hypothese auf, dass dieses angebliche Wissen den Dogon vor langer Zeit durch außerirdische Besucher vermittelt wurde. Diese Hypothese ist eine der Säulen, auf die die Prä-Astronautik ihre Argumentation stützt, Besucher aus dem Weltall hätten die Erde in der Vergangenheit besucht und in die kulturelle Entwicklung des Menschen eingegriffen.
Griaules Angaben konnten jedoch von anderen Forschern nicht bestätigt werden (Walter van Beek, 1991; Ortiz de Montellano, 1996). Detaillierte Nachforschungen von Markus Pössel und Klaus Richter zum Sirius-Rätsel der Dogon ergaben, dass es kein Sirius-Rätsel bei den Dogon gibt. Der belgische Ethnologe Walter van Beek hatte durch jahrelange Studien bei den Dogon herausgefunden, dass Marcel Griaule die Befragung der Dogon methodisch fehlerhaft durchgeführt und so Informationen bei den Dogon suggeriert hat. Astronomen haben darüber hinaus das angeblich komplexe System des Sirius nicht bestätigen können.